# Côte du Beaver Hall
La côte du Beaver Hall (anciennement la rue Frobisher) compte parmi les premières rues ouvertes sur la pente du Mont Royal à Montréal.

## Situation
Aujourd'hui, elle relie les rues McGill et Aylmer, entre l'avenue Viger et le boulevard René-Lévesque.

## Toponyme
La rue porte le nom de « Beaver Hall », un manoir construit vers 1792 sur quarante acres de terrain sur la colline par le marchand de fourrures et homme politique Joseph Frobisher (en). Fréquemment le site des réunions du Beaver Club, le manoir est détruit par un incendie en 1847. Aujourd'hui l'édifice Bell s'y trouve ,.

## Histoire

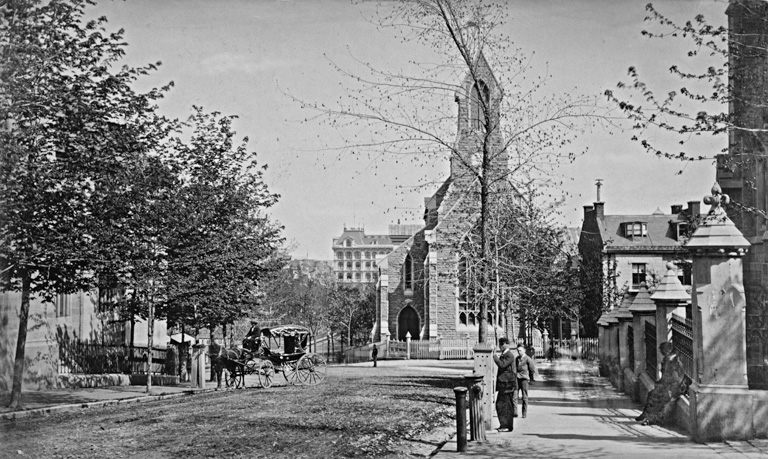
Regardant vers le sud, vers 1870

De 1781 à 1788, la région abrite l'éphémère Vauxhall de Montréal, le premier parc d'attractions de la ville, inspiré par le Vauxhall de Londres.
Aux époques victorienne et édouardienne, la côte du Beaver Hall est distingue par une montée tout en courbe parmi les flèches d’église et les terrasses d’habitations. La perspective est l’une des images les plus célèbres du Montréal victorien, entre les squares Victoria et Phillips. Les manoirs et les domaines (entre 1760 et 1840) de même que les églises (entre 1840 et 1870) et les gratte-ciels (entre 1910 et 1930) se sont implantés sur la côte du Beaver Hall pour bénéficier de vues panoramiques uniques et ainsi se démarquer dans le paysage montréalais.
Au début du XXe siècle, la zone autour de la colline de Beaver Hall aussi devient populaire auprès des artistes et prête son nom au groupe de Beaver Hall, un mouvement pionnier de femmes peintres canadiennes.
En 2017, il est intégré à la promenade Fleuve-Montagne.

## Bâtiments remarquables et lieux de mémoire
- Complexe Maisonneuve
- Édifice Bell
- Édifice Hélène-Desmarais (été 2022)
- Maison William-Dow